# Expressway 600 (Südkorea)
Der Expressway 600  (kor. 부산 외곽 순환 고속도로) ist eine geplante Schnellstraße in Südkorea. Die Autobahn soll die Hafenstadt Busan nach Form einer Umgehung umschließen, die Länge beträgt 48 Kilometer.

## Straßenbeschreibung
Der Expressway 600 beginnt im Westen der Stadt Gimhae am Expressway 10 und führt zunächst nach Norden, kreuzt dann den Expressway 55 und dann den Fluss Nakdong. Danach führt die Autobahn Richtung Osten und kreuzt den Expressway 1 und endet dann nördlich von Busan am Expressway 65.

## Zukunft
Am 20. Dezember 2010 hat der Expressway die Nummer 600 zugeordnet bekommen, als äußerer Ring von Busan. Am 24. Dezember desselben Jahres begann der Bau des ersten Abschnittes und im November 2011 begann der zweite Abschnittsbau. Die Autobahn ist seit 7. Februar 2018 eröffnet.